# Lista de deputados estaduais de Rondônia da 5.ª legislatura
Esta é a lista de deputados estaduais de Rondônia eleitos para a legislatura 1999–2003. Nas eleições estaduais, foram eleitos 24 deputados estaduais.

## Composição das bancadas
| Partido | Líder                   | Bancada | Posição  |
| ------- | ----------------------- | ------- | -------- |
| PMDB    | Sueli Alves Aragão      | 4 / 24  | Oposição |
| PDT     | César Cassol            | 4 / 24  | Oposição |
| PSDB    | Mauro Nazif             | 3 / 24  | Oposição |
| PFL     | Renato Velloso          | 3 / 24  | Governo  |
| PTB     | José Carlos Oliveira    | 2 / 24  | Oposição |
| PSC     | Marcos Antônio Donadon  | 2 / 24  | Governo  |
| PPB     | Haroldo Santos          | 2 / 24  | Governo  |
| PL      | Ronilton Rodrigues Reis | 2 / 24  | Governo  |
| PT      | Edézio Martelli         | 2 / 24  | Oposição |

## Deputados Estaduais
Foram eleitos 24 deputados estaduais para a Assembleia Legislativa de Rondônia. Ressalte-se que os votos em branco eram inclusos no cálculo do quociente eleitoral nas disputas proporcionais até 1997, quando tal anomalia foi banida de nossa legislação.
| Número | Deputados estaduais eleitos | Partido | Votação | Percentual | Cidade onde nasceu | Unidade federativa |
| 15102  | João Batista dos Santos     | PMDB    | 12.890  | 2,54%      | Graccho Cardoso    | Sergipe            |
| 15678  | Sueli Alves Aragão          | PMDB    | 10.941  | 2,16%      | Araranguá          | Santa Catarina     |
| 14199  | Milene Mota                 | PTB     | 9.531   | 1,88%      | Cianorte           | Paraná             |
| 20111  | Antônio Donadon             | PSC     | 9.433   | 1,86%      | Florestópolis      | Paraná             |
| 11100  | Haroldo Santos              | PPB     | 8.417   | 1,66%      | Fortaleza          | Minas Gerais       |
| 45123  | Everton Leoni               | PSDB    | 7.455   | 1,47%      | Porto Alegre       | Rio Grande do Sul  |
| 14140  | Carlão de Oliveira          | PTB     | 6.929   | 1,37%      | Guarapuava         | Paraná             |
| 12121  | José Mário de Melo          | PDT     | 6.836   | 1,35%      | Guajará-Mirim      | Rondônia           |
| 25123  | Renato Veloso               | PFL     | 6.593   | 1,30%      | Uberlândia         | Minas Gerais       |
| 12180  | Ramiro Negreiros            | PDT     | 5.742   | 1,13%      | Pereiro            | Ceará              |
| 25140  | Silvernani Santos           | PFL     | 5.481   | 1,08%      | Trairi             | Ceará              |
| 15121  | Evanildo Abreu de Melo      | PMDB    | 5.459   | 1,08%      | Porto Velho        | Rondônia           |
| 15123  | Chico Paraíba               | PMDB    | 5.445   | 1,07%      | Itaporanga         | Paraíba            |
| 12132  | César Cassol                | PDT     | 5.101   | 1,01%      | Maravilha          | Santa Catarina     |
| 45190  | Mauro de Carvalho           | PSDB    | 5.078   | 1,00%      | Tuneiras do Oeste  | Paraná             |
| 12112  | Paulo Moraes                | PDT     | 4.951   | 0,98%      | Loanda             | Paraná             |
| 11611  | Natanael José da Silva      | PPB     | 4.755   | 0,94%      | Corumbá            | Mato Grosso do Sul |
| 45111  | Mauro Nazif                 | PSDB    | 4.734   | 0,93%      | Barra do Piraí     | Rio de Janeiro     |
| 22611  | Ronilton Rodrigues Reis     | PL      | 4.397   | 0,87%      | Ecoporanga         | Espírito Santo     |
| 20140  | Kaká Mendonça               | PSC     | 4.097   | 0,81%      | Paranavaí          | Paraná             |
| 25789  | Emílio Paulista             | PFL     | 4.065   | 0,80%      | Marília            | São Paulo          |
| 13615  | Edézio Martelli             | PT      | 3.853   | 0,76%      | Colatina           | Espírito Santo     |
| 22610  | Celso de Oliveira Souza     | PL      | 2.933   | 0,58%      | Orleans            | Santa Catarina     |
| 13200  | Daniel Pereira              | PT      | 2.747   | 0,54%      | Campo Mourão       | Paraná             |